# Лицензия на убийство
«Лицензия на убийство» (англ. Licence to Kill) — шестнадцатый фильм о приключениях Джеймса Бонда, героя романов Яна Флеминга. Персонажи фильма позаимствованы из рассказа «Уникум Хальдебранда». Это второй и последний фильм «бондианы» для Тимоти Далтона. Первоначально фильм мог получить рейтинг R за сцены жестокости и стал бы первым фильмом франшизы с подобным рейтингом, но впоследствии из него было вырезано несколько подобных сцен, и в результате он получил рейтинг PG-13.

## Сюжет
Джеймс Бонд, агент британской спецслужбы МИ-6, вместе со своим лучшим другом, агентом ЦРУ Феликсом Лейтером, прямо перед свадьбой Феликса арестовывают опасного, богатого и влиятельного наркобарона Франца Санчеса. После этого Феликс в торжественной обстановке женится. Однако из-за продажности полиции Санчес снова оказывается на свободе. Едва Бонд покинул дом друга после свадебных торжеств, как в него врываются бандиты Санчеса. Они убивают Деллу, жену Феликса. С самим Феликсом поступают ещё более жестоко: его опускают в воду с акулами, а потом возвращают тело в дом. Однако Феликс остаётся в живых, хотя и сильно покалеченным. Таким его находит Бонд и вызывает скорую. Феликс потерял одну ногу, за одну руку борются врачи. Теперь задача агента 007 — обезвредить Франца Санчеса и отомстить за друга.
Бонд выясняет место, где покалечили Лейтера — океанариум с морской живностью, которым владеет морской исследователь и друг Санчеса, Милтон Крест. Несмотря на то что глава МИ-6 М против этого, Бонд начинает мстить. Ночью он проникает в океанариум Милтона Креста. Там он убивает людей Креста, а Эда Киллифера — полицейского, который помог Санчесу бежать, скидывает в бассейн с акулами. За это Бонда захватывают и доставляют его М, который требует от Бонда прекратить его вендетту. Получив отказ, М аннулирует лицензию Бонда на убийство и хочет отобрать у него пистолет, но 007 сбегает. После этого Бонд с помощью друга Лейтера, Шарки, проводит рейд на корабль Креста, обнаруживая, что Крест помогает Санчесу проворачивать сделки используя свой корабль и глубоководные батискафы для транспортировки денег и наркотиков. В одной из кают Бонд обнаруживает жену Санчеса, Лупе Ламору, однако та прогоняет его, также, погибает Шарки, обнаруженный людьми Креста. Бонда обнаруживают и он убивает ещё несколько людей Креста,уничтожает наркотики и угоняет самолёт с деньгами Санчеса. Манипенни посылает в помощь Бонду Q, которому даёт отпуск. 007 находит список агентов ЦРУ, занимавшихся Санчесом и назначает встречу в баре единственному живому агенту — пилоту ЦРУ Пэм Бувье. 
Однако на встречу также приходит Дарио, один из подручных Санчеса, с намерением убить обоих. В баре вспыхивает всеобщая потасовка из которой агентам удаётся бежать. Далее, Бонд и Бувье отправляется в Истмус-Сити, неофициальным хозяином которого является Санчес. Джеймс, Пэм и Q поселяются в отеле, Бонд открывает счёт в банке Санчеса и сближается с ним. Он узнаёт, что Санчес сидит за пуленепробиваемым стеклом. Бонд закладывает взрывчатку на окне, отходит в заброшенный дом напротив, взрывает окно и хочет застрелить Санчеса из снайперской винтовки, но на него нападают гонконгские агенты по борьбе с наркотиками, которые, работая под прикрытием, практически вошли в окружение Санчеса. Они пытаются узнать у Бонда, кто он такой и почему им мешает, но на них нападают люди Санчеса. Они убивают гонконгских агентов и забирают Бонда на виллу Санчеса. Наркобарон думает, что Бонд ему не враг, и 007 пользуется этим. Он обвиняет Креста в организации покушения на Санчеса, а позже подкладывает тому на корабль украденные им деньги Санчеса. Санчес убивает Креста, помещая его в барокамеру. Позже Санчес берёт Бонда и своих друзей-наркоторговцев на свой тайный завод наркотиков, замаскированный под храм.
Однако, Дарио также оказывается там и раскрывает Санчесу истинную цель и роль Бонда.  Захваченный Бонд успевает вызывать пожар на заводе, после чего разозлённый Санчес приказывает положить Бонда на конвейер, ведущий в измельчитель. Санчес и остальные подручные уезжают на четырёх бензовозах, наполненных наркотиками, а Дарио остаётся, чтобы удостовериться, что Бонд не выживет. Бувье приходит вовремя и спасает Бонда, который стягивает Дарио в измельчитель, убивая его. При помощи Бувье Бонду удаётся захватить один из бензовозов и уничтожить остальные. Последний бензовоз с Санчесом и Бондом терпит крушение, Санчес готовится убить Бонда, но Бонд с помощью зажигалки Феликса Лейтера сжигает Санчеса. Перед смертью Санчес узнаёт причину мести Бонда. Бонд выжил, так же, как и Феликс Лейтер, который идёт на поправку, М восстанавливает лицензию Бонда на убийство.

## Съёмки фильма
В 1989 году противостояние Восточного и Западного блоков подходило к концу, и тема Холодной войны переставала быть актуальной. В то же время в США планировалась операция по свержению панамского лидера, наркоторговца Мануэля Норьеги, которая была осуществлена в декабре того же года. Эти события и предопределили сюжет фильма, по которому очередным противником Бонда становится наркобарон-латиноамериканец. Фильм снимали в Мексике (Мехико, Акапулько, Мехикали, Толука-де-Лердо) и в штате Флорида. Внешний вид El Presidente Hotel и Casino Español снимали в Мехико. Для изображения внешнего вида использовалась Biblioteca del Banco de Mexico. Внутреннее убранство Casino de Isthmus снимали в Teatro de la Ciudad, Мехико. Виды роскошной виллы Санчеса снимали на Villa Arabesque, в Акапулько. Сцены гонки на бензовозах снимали на горном перевале в Мехикали. Институт медитации Санчеса снимали в Otomi Ceremonial Center, который расположен в Толука-де-Лердо.
Сцены во Флориде снимали на островах Флорида-Кис, городе Ки-Уэст, и мосту Seven Mile Bridge. Свадьбу Феликса Лайтера и Стефано снимали в церкви Девы Марии. Разговор между Джеймсом Бондом и M снимали в доме-музее Эрнеста Хемингуэя в Ки-Уэсте.
Озвучивание фильма и его монтаж производился на студии Чурубуско, Мехико.

## Название
Исходное название картины было «Лицензия аннулирована» (Licence Revoked), в соответствии с кульминационным элементом сюжетной линии фильма, но предварительные опросы англоязычной целевой аудитории показали, что мало кто из зрителей представляет себе, что значит «аннулирована» (а для тех опрошенных, кто сумел утвердительно ответить на вопрос, выражение «лицензия аннулирована» ассоциировалось с лишением водительского удостоверения), поэтому название изменили на более звучное и запоминающееся.

## В ролях
| Актёр                    | Роль                                                 |
| ------------------------ | ---------------------------------------------------- |
| Тимоти Далтон            | Джеймс Бонд                                          |
| Кэри Лоуэлл              | Пэм Бувье                                            |
| Роберт Дави              | Франц Санчес (прототип — Пабло Эскобар) — наркобарон |
| Талиса Сото              | Люп Ламора                                           |
| Энтони Зерб              | Милтон Крест                                         |
| Фрэнк МакРэй             | Шарки                                                |
| Эверет МакГилл           | Эд Киллифер                                          |
| Уэйн Ньютон              | профессор Джо Батчер                                 |
| Бенисио дель Торо        | Дарио                                                |
| Энтони Старк             | Труман-Лодж                                          |
| Педро Армендарис-младший | президент Гектор Лопез                               |
| Десмонд Льюэллин         | Q                                                    |
| Дэвид Хэдисон            | Феликс Лейтер                                        |
| Присцилла Барнс          | Дейла Черчилль                                       |
| Роберт Браун             | M                                                    |
| Кэролайн Блисс           | Мисс Манипенни                                       |
| Кэри-Хироюки Тагава      | Kwang агент Бюро по наркотикам полиции Гонконга      |
| Кристофер Ним            | Фаллон агент МИ-6                                    |
| Майкл Дж. Уилсон         | агент ЦРУ, озвучка, в титрах не указан               |

## Гонорары
- Тимоти Далтон — 5 000 000 $ (750 000 $ за месяц съёмок)[3]

## Награды и номинации
- 1989 — Golden Reel Awards
- 1990 — Премия Эдгара Аллана По — лучший фильм

## Саундтрек
В 1989 году MCA Records выпускает песню «Licence To Kill», главный саундтрек к 16 фильму о Джеймсе Бонде. В связи с болезнью Джона Барри партитура саундтрека была создана Майклом Кайменом. Исполнила песню Глэдис Найт, трек впоследствии попал в десятку лучших в Соединённом Королевстве. Текст песни был написан Нарадой Майклом Уолденом.

## Влияние

### Книга по фильму
В 1989 году Джон Гарднер написал одноимённый кинороман Лицензия на убийство.

### Видеоигра
007: Licence to Kill — видеоигра, вышедшая в 1989 году и основанная на фильме. Разработана компанией Quixel и опубликована компанией Domark. В 1989 году была выпущена для DOS, затем портирована на Amiga, Amstrad CPC, Atari ST, BBC Micro, Commodore 64, MSX и ZX Spectrum. Улучшенная версия была выпущена в Южной Корее для Sega Master System в 1996 году.

## Факты
Джеймс Бонд в фильме ездит на траке модели Kenworth W900.